# Proa

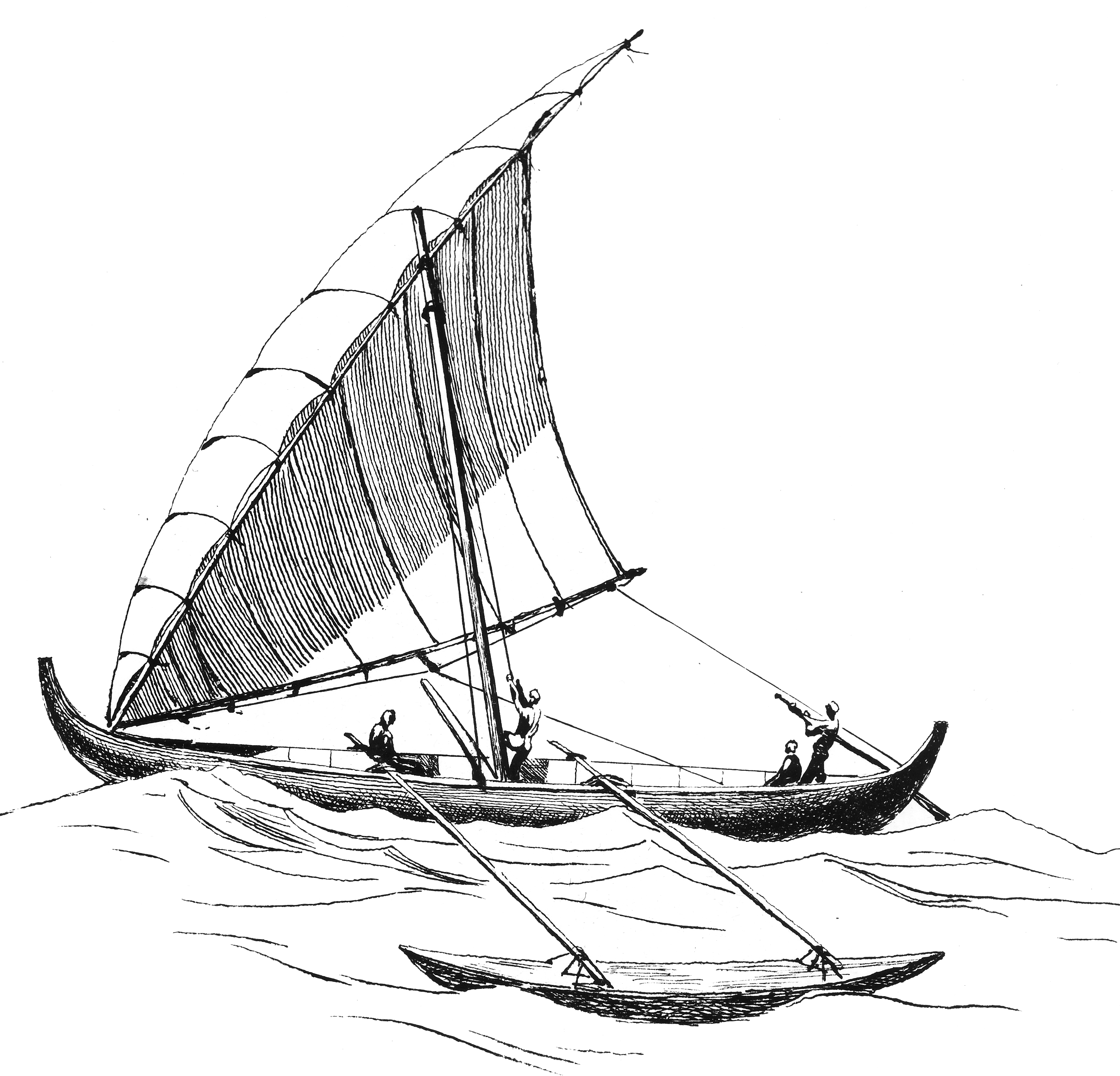
Proa

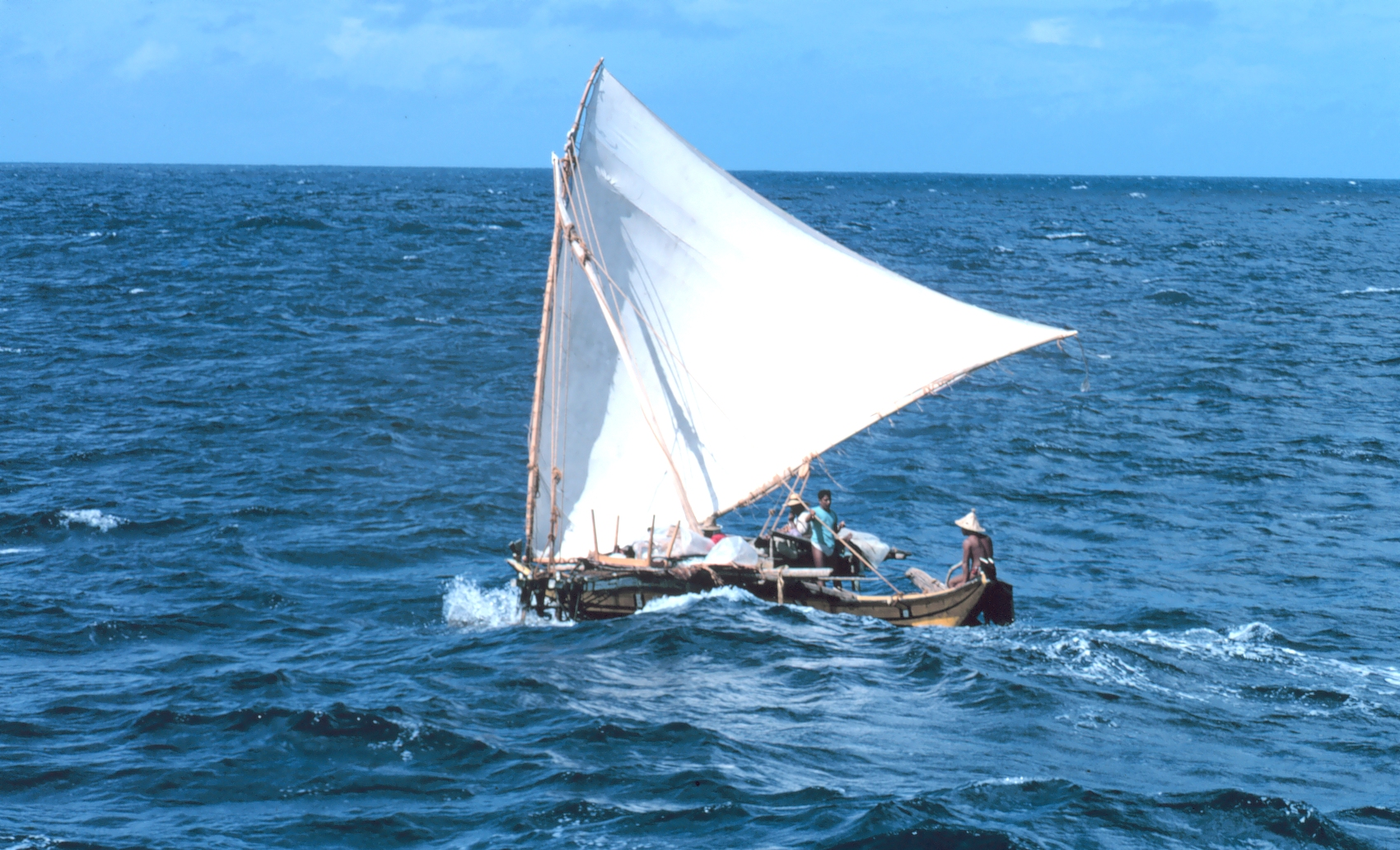
Tradycyjne proa z wysp Mikronezji

Proa – statek wodny posiadający jeden kadłub i jeden pływak. Są one umieszczone równolegle względem siebie (i połączone). Żegluje się na nim w taki sposób, że jeden kadłub jest utrzymywany po nawietrznej, a drugi po zawietrznej. Żagiel ten jest dwustronny, ponieważ podczas halsowania musi "manewrować" w przeciwnym kierunku. Jest on najbardziej znany z łodzi ludu Czamorro z Marianów, które były znane jako „latające proa" ze względu na ich niezwykłą prędkość.
Ze względu na niesymetryczną budowę proa napędzane żaglami, w zależności od halsu płyną jedną lub drugą stroną do przodu (nie mają trwale określonych ani dziobu, ani rufy). Pływak, w zależności od typu proa, może być po stronie zawietrznej – pełni wtedy funkcję podpórki, a zasadnicze znaczenie ma jego wyporność, lub po stronie nawietrznej – pełni wtedy funkcję przeciwwagi, a zasadnicze znaczenie ma jego masa.
Proa, jako pierwsi Europejczycy widzieli załoganci wyprawy Magellana. Na tzw. „latających proa" żeglarze z Guam w wielkiej liczbie wypłynęli na powitanie statków.
Obok katamarana i trimarana zaliczany do wielokadłubowców.